# بيني بلو (2 بنس)

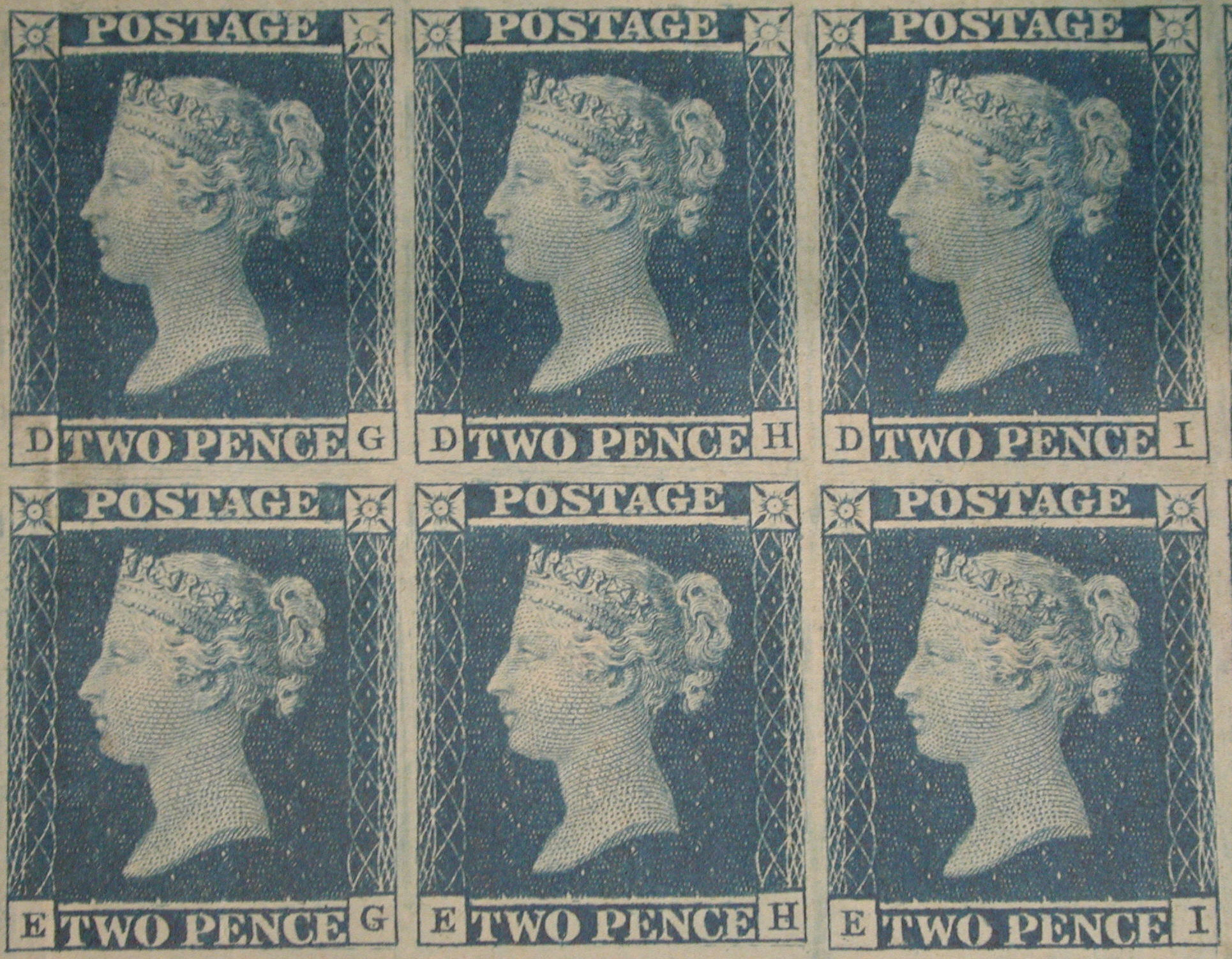
صحيفة طوابع غير مستخدمة من اثنين وأربعين طابعًا بريديًا بقيمة بنسين أزرق للملكة فيكتوريا، من تصميم ويليام واين

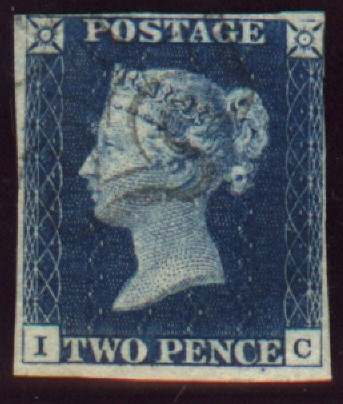
طابع فئة 2 بنس الأزرق

طابع البنس الأزرق (بيني بلو) هو ثاني طابع بريد رسمي في العالم، طبع في المملكة المتحدة لبريطانيا العظمى وأيرلندا، وصدر بعد صدور طابع البنس الأسود.
تمت الطباعة الأولية في الأول من مايو عام 1840، وطبع ما مجموعهُ 6,460,000 طابع من لوحين حتى 29 أغسطس.  رسميًا، كانت الطوابع صالحة للإرسال اعتباراً من 6 مايو.  وبيعت لأول مرة للجمهور في مكتب الإيرادات الداخلية في لندن في 6 مايو 1840. باستثناء نوع الفئة، فإن التصميم هو نفس تصميم البنس الأسود تمامًا وطبع الطابع من نفس القالب.
كان من المقرر في الأصل أن يصدر الطابع الأزرق (فئة 2 بنس) في نفس وقت إصدار الطابع الأسود (فئة 1 بنس)؛ كان أقدم ختم بريدي شوهد على أحد هذهِ الطوابع هو في 6 مايو 1840. طبعت الإصدارات الأولى من هذا الطابع (المخصصة للرسائل ذات السعر المزدوج) من اللوحين 1 و2. اتلفت ودمرت ألواح الطباعة في عام 1843.  صارت نسخ طوابع فئة (2 بنس) الأزرق الآن أكثر ندرة وأغلى من طابع فئة (1 بنس) الأسود.
لاحقًا، عند مراجعة ألوان الطوابع، تم اختيار حبر بني محمر لفئة البنس الواحد وحبر أزرق جديد لفئة البنسين. ولأن الطوابع المطبوعة بالحبر الجديد بدت مطابقة للإصدار الأصلي، فقد تقرر إضافة خط أفقي أعلى وأسفل الملصق لسهولة تمييز الطبعات الجديدة. بدأت طباعة الطوابع المنقحة في 27 فبراير 1841، وطُرحت للبيع في مارس.  تُعرف هذه الطوابع باسم الإصدار المُضاف ذي الخطوط البيضاء، كما هو موضح أعلاه. وهي أكثر شيوعًا من الطباعة الأصلية لعام 1840.
توجد عدة اختلافات في تصميم الطوابع فيما بعد عام 1841، بسبب إضافة العلامة المائية واسلوب التثقيب ونوع الورق والاختلافات الأخرى. في جميع السلاسل المطبوعة خلال السنوات 1840-1880 من هذا التصميم، استعملت 15 لوحة طباعة.
كان الحد الأقصى لوزن الرسالة مع طابع بيني بلاك فئة 1 بنس هو نصف أونصة لترسل إلى أي مكان داخل بريطانيا أو أيرلندا؛ وكان الحد الأقصى لوزن الرسالة مع طابع بيني بلو فئة 2 بنس هو أونصة واحدة.